# Chairat Kritnamphok
Chairat Kritnamphok ist ein thailändischer Fußballspieler.

## Karriere
Chairat Kritnamphok stand bis Ende 2017 beim Chainat Hornbill FC unter Vertrag. Wo er vorher gespielt hat, ist unbekannt. Der Verein aus Chainat spielte 2016 in der ersten Liga des Landes, der Thai Premier League. 2016 absolvierte er ein Spiel für Chainat in der ersten Liga. Hier kam er am 20. August 2016 im Heimspiel gegen den Sukhothai FC zum Einsatz. Er stand in der Startelf und wurde nach Halbzeit für Sompob Nilwong eingewechselt. Ende der Saison musste er mit dem Verein den Weg in die Zweitklassigkeit antreten. Die Saison 2017 spielte er mit Chainat in der zweiten Liga. Am Ende der Saison wurde der Verein Meister der Liga und stieg direkt wieder in die erste Liga auf. Nach dem Aufstieg wurde sein Vertrag nicht verlängert.
Seit dem 1. Januar 2018 ist Chairat Kritnamphok vertrags- und vereinslos.

## Erfolge
Chainat Hornbill FC
- Thai League 2: 2017  ▲